# Prix IMT – Académie des sciences
Le Grand Prix IMT – Académie des sciences et le prix Espoir IMT – Académie des sciences  sont deux prix créés en 2017 sont deux prix scientifiques décernés tous les ans par l’Académie des sciences et la Fondation Mines-Télécom.

## Description
Le Grand Prix IMT – Académie des sciences et le prix Espoir IMT – Académie des sciences  sont deux prix annuels fondés par la Fondation Mines-Télécom destinés à récompenser un(e) scientifique ayant contribué de manière exceptionnelle par un ensemble d’avancées scientifiques reconnues ayant permis de faire progresser des problématiques issues du monde industriel ou de l’entreprise, au service d’une économie durable, dans l’un des domaines scientifiques et technologiques suivants : transformation numérique dans l’industrie, ingénierie de l’énergie et de l’environnement, matériaux et fabrication.
Les prix sont décernés sans condition de nationalité à un ou une scientifique travaillant en France, ou en Europe en liaison étroite avec des équipes françaises. Le montant du prix grand prix est de 30 000 €, le montant du prix espoir est de 15 000 €.

## Lauréats

### Grand prix
- 2024 : Patrice Abry, Laboratoire de physique de l'ENS de Lyon[3]
- 2023 : Jacques Besson, directeur de recherche CNRS au Centre des Matériaux Mines Paris PSL[4].
- 2022 : Jean-Louis de Bougrenet de la Tocnaye
- 2021 : David Gesbert et Antoine Fécant
- 2020 : Gaël Richard
- 2019 : Véronique Bellon-Maurel
- 2018 : Pierre Comon et Ange Nzihou
- 2017 : Sébastien Bigo et Pierre Rouchon

### Prix espoir
- 2023 : Julien Tierny, Directeur de recherche CNRS au Laboratoire LIP6 (CNRS/Sorbonne Université)[4].
- 2022 : Silvère Bonnabel
- 2021 : Antoine Fécant
- 2020 : Étienne Perret
- 2019 : Guilaume Balarac
- 2018 : Ioan Mihai Miron
- 2017 : Julien Bras